# جيرالد كيرك
جيرالد كيرك (بالإنجليزية: Gerald Kirk)‏ هو لاعب كرة قدم بريطاني (وحمل سابقاً جنسية المملكة المتحدة لبريطانيا العظمى وأيرلندا) في مركز نصف الجناح، ولد في 14 يوليو 1883 في المملكة المتحدة، وتوفي في 24 أبريل 1915 في بلجيكا. لعب مع برادفورد سيتي وليدز يونايتد.